# Gouvernement Sarraut I
Troisième République
Daladier I Chautemps II
Le premier gouvernement d'Albert Sarraut a duré du 26 octobre 1933 au 24 novembre 1933.

## Composition
| Portefeuille                                                                                        | Titulaire | Titulaire           | Parti |
| --------------------------------------------------------------------------------------------------- | --------- | ------------------- | ----- |
| Président du Conseil                                                                                |           | Albert Sarraut      | PRRRS |
| Vice-président du Conseil                                                                           |           | Albert Dalimier     | PRRRS |
| Ministres                                                                                           |           |                     |       |
| Ministre de la Guerre                                                                               |           | Édouard Daladier    | PRRRS |
| Ministre des Affaires étrangères                                                                    |           | Joseph Paul-Boncour | PRS   |
| Ministre de l'Éducation nationale                                                                   |           | Anatole de Monzie   | PSF   |
| Ministre de l'Intérieur                                                                             |           | Camille Chautemps   | PRRRS |
| Ministre de la Justice                                                                              |           | Albert Dalimier     | PRRRS |
| Ministre de l'Agriculture                                                                           |           | Henri Queuille      | PRRRS |
| Ministre des Finances                                                                               |           | Georges Bonnet      | PRRRS |
| Ministre des Travaux publics                                                                        |           | Joseph Paganon      | PRRRS |
| Ministre des Colonies                                                                               |           | François Piétri     | AD    |
| Ministre du Travail et de la Prévoyance Sociale                                                     |           | Eugène Frot         | PRS   |
| Ministre du Commerce et de l’Industrie                                                              |           | Laurent Eynac       | RI    |
| Ministre du Budget                                                                                  |           | Abel Gardey         | PRRRS |
| Ministre des Postes, Télégraphes et Téléphones                                                      |           | Jean Mistler        | PRRRS |
| Ministre de la Santé publique                                                                       |           | Émile Lisbonne      | PRRRS |
| Ministre de la Marine                                                                               |           | Albert Sarraut      | PRRRS |
| Ministre des Pensions                                                                               |           | Hippolyte Ducos     | PRRRS |
| Ministre de l'Air                                                                                   |           | Pierre Cot          | PRRRS |
| Ministre de la Marine marchande                                                                     |           | Jacques Stern       | AD    |
| Sous-secrétaires d’État                                                                             |           |                     |       |
| Sous-secrétaire d’État à la Présidence du Conseil et à la Marine chargé de la Présidence du conseil |           | André Marie         | PRRRS |
| Sous-secrétaire d’État à la Présidence du Conseil et à la Marine chargé de l'Économie nationale     |           | Maxence Bibié       | PSF   |
| Sous-secrétaire d’État aux Affaires étrangères                                                      |           | François de Tessan  | PRRRS |
| Sous-secrétaire d’État à l’Éducation nationale chargé de l’Enseignement technique                   |           | Philippe Marcombes  | PRRRS |
| Sous-secrétaire d’État à l’Éducation nationale chargé de l’Éducation physique                       |           | Victor Le Gorgeu    | PRRRS |
| Sous-secrétaire d’État à la Guerre                                                                  |           | Guy La Chambre      | SE    |
| Sous-secrétaire d’État à l’Air                                                                      |           | Charles Delesalle   | RI    |
| Sous-secrétaire d’État aux Colonies                                                                 |           | Auguste Brunet      | PRRRS |